# Тьягу Алмейда (футболіст, 2001)
Тьягу Мелу Алмейда (порт. Tiago Melo Almeida, нар. 28 серпня 2001, Анадія, Португалія) — португальський футболіст, фланговий захисник клубу «Шавеш».

## Ігрова кар'єра

### Клубна
Тьягу Алмейда почав займатися футболом у своєму рідному місті Анадія в місцевому клубі «Анадія». У 2019 році він приєднався до клубу Прімейри «Тондела». Першу гру в основі команди футболіст провів 18 червня 2020 року, коли вийшов на заміну у матчі чемпіонату країни проти столичного «Спортінга». 20 липня того  ж року Алмейда вперше вийшов на гру чемпіонату в стартовому складі «Тондели».
13 серпня 2020 року Алмейда продовжив контракт з клубом до 2023 року. В сезоні 2021/22 разом з командою Алмейда дійшов до фіналу Кубка Португалії.
Влітку 2024 року Тьягу Алмейда підписав дворічний контракт з клубом Другого дивізіону «Шавеш».

### Збірна
В 2022 році Тьягу Алмейда провів дві гри в складі молодіжної збірної Португалії.

## Досягнення
Тондела
- Фіналіст Кубка Португалі: 2021/22
- Фіналіст Суперкубка Португалії: 2022